# Madan Lal Puri
Madan Lal Puri (hindi: मदन लाल पूरी)  (Sialkot, 20 de febrer de 1929) és un estadístic i matemàtic indi establert als Estats Units.

## Vida i Obra
Puri va néixer en una família hindú a Sialkot, al Panjab. El 1947, quan es va dissoldre el Raj Britànic i es van crear els actuals Índia i Pakistan, Puri estudiava a la universitat del Panjab, però la seva família va haver d'emigrar perquè Sialkot va quedar a la zona paquistanesa, en dividir-se el Panjab entre les dues nacions. La universitat també es va dividir i Puri es va graduar en matemàtiques el 1950 a la universitat del Panjab de Chandigar. Els anys següents va ser professor a diferents centres de la universitat del Panjab.
El 1957 va marxar als Estats Units com a professor i estudiant de postgrau a la universitat de Colorado i, l'any següent, es va traslladar a la universitat de Califòrnia a Berkeley en la qual va obtenir el doctorat el 1962 amb una tesi d'estadística dirigida per Erich Lehmann. El 1962 va ser contractat com professor de l'Institut Courant de la universitat de Nova York, en el qual va romandre fins al 1968 quan va ser contractat per la universitat d'Indiana. El 2003 va ser nomenat investigador acadèmic honorari d'aquesta universitat.
Puri va fer importants aportacions a l'estadística i a la teoria de la probabilitat en els seus més de dos-cents articles científics publicats. Els seus treballs més notables van ser en els camps dels mètodes no-paramètrics tan univariants com multivariants, del disseny d'experiments, dels teoremes del límit, de la teoria de valors extrems, de les sèries temporals i de la teoria de conjunts borrosos.